# پالماس
پالماس مرکز ایالت توکانتینس برزیل است.این ایالت در مرکز برزیل قرار دارد.